# フリーダマイツ
フリーダマイツ（Freedomites）は、1902年にカナダのサスカチュワン州で最初に出現し、その後、ドゥホボール派から分裂した霊的キリスト教派としてブリティッシュコロンビア州のクートニーおよびバウンダリー地区で起こった運動。 
フリーダマイツは、土地所有、公立学校、家畜の使用などに反対し、裸で抗議することで知られている。1920年までに、彼らは英語で「Sons of Freedom」と呼ばれるようになった。 
今日カナダで活動している約20,000人のドゥホボール派のうち、約2,500人の祖先がフリーダマイツである。